# Dell'autorità
Dell'autorità (in tedesco Von der Autorität), conosciuto anche come Sull'autorità, è un articolo scritto da Friedrich Engels che era diretto contro il cosiddetto "socialismo anti-autoritario" di Bakunin. L'articolo affronta il rapporto tra autonomia e autorità nella convivenza sociale. Scritto tra ottobre 1872 e marzo 1873.
L'articolo è dedicato alla polemica con gli antiautoritari. Engels, utilizzando gli esempi dell'organizzazione dell'industria di fabbrica, del trasporto ferroviario, della navigazione, dell'organizzazione della lotta della Comune di Parigi, mostra che nessuna rivoluzione sociale può eliminare il principio di autorità e, di conseguenza, un certo grado di leadership autoritaria , sia in materia di organizzazione della lotta rivoluzionaria sia in materia di organizzazione della produzione.
L'articolo è stato attivamente citato da Lenin ("La rivoluzione proletaria e il rinnegato Kautsky" e "Stato e rivoluzione"), Trozkij, Bucharin ("Teoria della dittatura del proletariato") e molti altri marxisti.

## Storia della pubblicazione
L'articolo di quattro pagine fu scritto tra l'ottobre 1872 e il marzo 1873. Nel commento storico-critico a questo articolo della Marx-Engels Complete Edition (MEGA), si apprende che esso è sopravvissuto solo in italiano su una rivista italiana ("Almanacco Repubblicano per l'anno 1874"). L'articolo è stampato nel volume 18 della Marx-Engels-Werke (MEW) (pp. 305-308).

## Contenuto
Engels inizia affrontando la richiesta di "alcuni socialisti" (riferendosi agli anarchici intorno a Bakunin dell'epoca) e mettendo in discussione le loro idee di una società senza autorità. Sulla base di una breve analisi dell'attuale modo di produzione capitalista, Engels pone la questione se una società post-capitalista basata sul suo livello di civiltà e tecnologia sia possibile anche senza alcuna autorità:
Nehmen wir einmal an, eine soziale Revolution habe die Kapitalisten entthront, deren Autorität heutzutage die Produktion und die Zirkulation der Reichtümer lenkt. Nehmen wir, um uns ganz auf den Standpunkt der Antiautoritarier zu stellen, weiter an, der Grund und Boden und die Arbeitsinstrumente seien zum kollektiven Eigentum der Arbeiter geworden, die sich ihrer bedienen. Wird die Autorität dann verschwunden sein oder wird sie nur die Form gewechselt haben? Sehen wir zu.»
Supponiamo che una rivoluzione sociale abbia detronizzato i capitalisti, la cui autorità oggi dirige la produzione e la circolazione della ricchezza. Supponiamo inoltre, per il pieno punto di vista antiautoritario, che la terra e gli strumenti di lavoro siano diventati proprietà collettiva dei lavoratori che li utilizzano. L'autorità allora scomparirà o avrà solo cambiato forma? Vediamo.»
(Friedrich Engels, "Sull'autorità")
Friedrich Engels ne deduce poi che nella produzione e riproduzione sociale della vita le persone devono sottomettersi anche a principi autoritari di ordine, e non solo a principi autonomi. L'autorità sorge laddove è necessario garantire un processo senza intoppi. Egli giustifica questa esigenza di autorità da un lato con la divisione del lavoro, che si è sempre più intensificata nel corso dello sviluppo della società (industrializzazione) e ha raggiunto il suo apice sotto il capitalismo. Per poter continuare a produrre la ricchezza di beni che il capitalismo ha prodotto in una società socialista, bisogna entrare in forme ben precise di metabolismo con l'ambiente (quindi lavoro concreto), come nel capitalismo. Engels illustra questa costrizione lavorando in un cotonificio (si potrebbe anche immaginare il processo di produzione in una fabbrica moderna) o sulla ferrovia: “Cosa accadrebbe al primo treno in partenza se l'autorità dei ferrovieri sui signori viaggiatori sono stati aboliti? Ma il bisogno di autorità, e per di più di autorità imperativa, è dimostrato nel modo più vivido in una nave in alto mare. Qui, nel momento del pericolo, la vita di tutti dipende dall'obbedienza immediata e assoluta di ciascuno alla volontà di uno".
Andererseits haben wir gesehen, daß die materiellen Produktions- und Zirkulationsbedingungen durch die Großindustrie und die Großlandwirtschaft unweigerlich erweitert werden und die Tendenz haben, das Feld dieser Autorität mehr und mehr auszudehnen. Es ist folglich absurd, vom Prinzip der Autorität als von einem absolut schlechten und vom Prinzip der Autonomie als einem absolut guten Prinzip zu reden. Autorität und Autonomie sind relative Dinge, deren Anwendungsbereiche in den verschiedenen Phasen der sozialen Entwicklung variieren. Wenn die Autonomisten sich damit begnügten, zu sagen, daß die soziale Organisation der Zukunft die Autorität einzig und allein auf jene Grenzen beschränken wird, in denen die Produktionsbedingungen sie unvermeidlich machen, so könnte man sich verständigen [...]»
D'altra parte, abbiamo visto che le condizioni materiali della produzione e della circolazione sono inevitabilmente ampliate dalla grande industria e dall'agricoltura, e tendono ad allargare sempre più il campo di questa autorità. È quindi assurdo parlare del principio di autorità come principio assolutamente cattivo e del principio di autonomia come principio assolutamente buono. L'autorità e l'autonomia sono cose relative, la cui portata varia nelle diverse fasi dello sviluppo sociale. Se gli autonomisti si accontentassero di dire che l'organizzazione sociale del futuro limiterà l'autorità solo a quei limiti in cui le condizioni di produzione la rendono inevitabile, allora si potrebbe giungere a comprendere [...]»
(Friedrich Engels, "Sull'autorità")
Engels critica la pretesa degli anti-autoritari che "lo Stato politico autoritario sia abolito d'un colpo" "prima che le condizioni sociali che l'hanno originato siano distrutte", cioè la pretesa "che il primo atto della rivoluzione sociale abolita di autorità”:
(Friedrich Engels, "Sull'autorità")
Alla fine, Engels giunge alla conclusione:
(Friedrich Engels, "Sull'autorità")